# Julio César Terán Dutari
Julio César Terán Dutari SJ (ur. 15 sierpnia 1933 w Soná) – panamski duchowny rzymskokatolicki posługujący w Ekwadorze, w latach 2004–2011 biskup diecezji Ibarra.

## Życiorys
Urodził się w Soná 15 sierpnia 1933 roku. Święcenia kapłańskie przyjął 25 lipca 1963 jako członek zakonu jezuitów. Po studiach m.in. w Innsbrucku i Monachium został wykładowcą Papieskiego Uniwersytetu Katolickiego Ekwadoru w Quito, zaś w latach 1985–1995 był jego rektorem.
12 lipca 1995 został prekonizowany biskupem pomocniczym Quito ze stolicą tytularną Horrea. Sakrę biskupią otrzymał 30 września 1995. 14 lutego 2004 został mianowany biskupem Ibarra. 25 marca 2011 przeszedł na emeryturę. 15 marca 2012 został mianowany administratorem apostolskim Santo Domingo en Ecuador, pozostał nim do 23 maja 2015.